# Oktober 1984
Portal Geschichte | Portal Biografien | Aktuelle Ereignisse | Jahreskalender | Tagesartikel

◄ |
19. Jahrhundert |
20. Jahrhundert
| 21. Jahrhundert

◄ |
1950er |
1960er |
1970er |
1980er
| 1990er | 2000er | 2010er | ►

◄ |
1980 |
1981 |
1982 |
1983 |
1984
| 1985 | 1986 | 1987 | 1988 | ►

◄ |
Juli 1984 |
August 1984 |
September 1984 |
Oktober 1984 |
November 1984 |
Dezember 1984 |
Januar 1985 |
►
Dieser Artikel behandelt aktuelle Nachrichten und Ereignisse im Oktober 1984.

## Tagesgeschehen

### Montag, 1. Oktober 1984

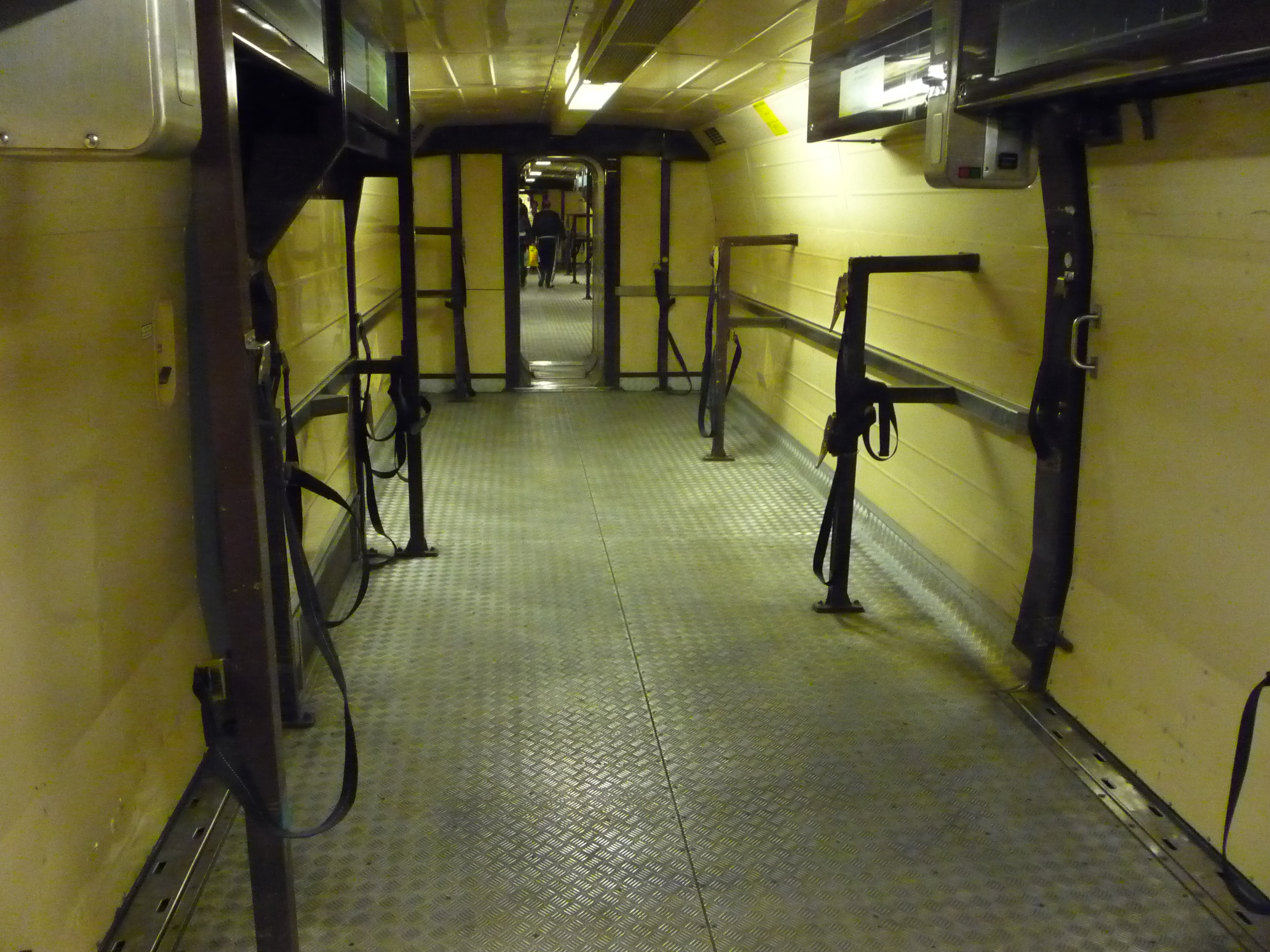
Stauraum im TGV der französischen Post

- Mâcon, Paris/Frankreich: Der TGV postal geht in den Regelbetrieb. 20.000 Postbeutel soll der Hochgeschwindigkeitszug täglich zwischen dem Pariser Gare de Lyon und dem Bahnhof in Mâcon bei Lyon transportieren. Mit 270 km/h Spitzengeschwindigkeit ist er der schnellste Güterzug der Welt.[1]

### Dienstag, 2. Oktober 1984
- Bern/Schweiz: Mit der Züricherin Elisabeth Kopp von der Freisinnig-Demokratischen Partei wird erstmals eine Frau in den Bundesrat gewählt.[2]

### Donnerstag, 4. Oktober 1984

Neue Flagge Ägyptens

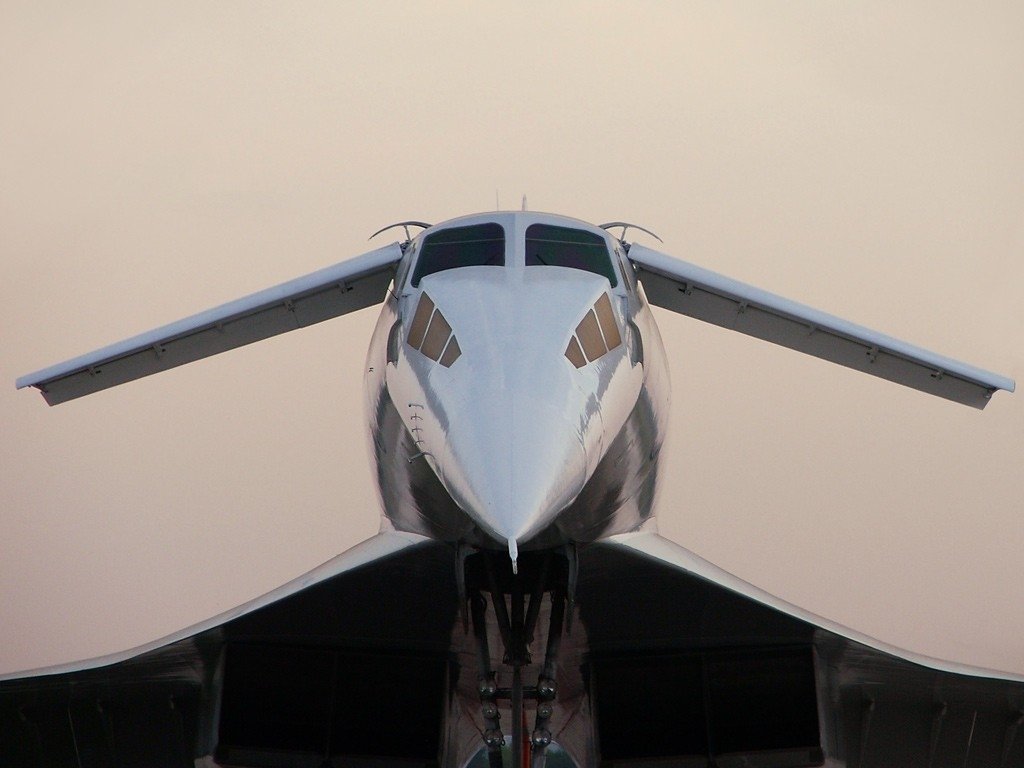
Modell 09-1 der Tu-144

- Kairo/Ägypten: Die Republik Ägypten führt eine neue Nationalflagge ein. An Stelle des Falken der Quraisch auf der Vorgängerflagge zeigt sie den Adler Saladins.[3]
- Woronesch/Sowjetunion: Das letzte Exemplar der Baureihe Tu-144 aus dem Konstruktionsbüro Tupolew absolviert seinen Erstflug. Das Modell mit der Seriennummer 09-1 ist seit 1968 die 16. Maschine des ersten Überschallverkehrsflugzeugs der Welt. Die Tu-244 soll ihre Nachfolge antreten, sie steckt aber noch in der Entwicklungsphase.[4]

### Freitag, 5. Oktober 1984
- Cape Canaveral/Vereinigte Staaten: Als Teil der Mission STS-41-G fliegt mit Marc Garneau erstmals ein Kanadier ins Weltall.[5]
- Oslo/Norwegen: Für seinen Beitrag zur Überwindung der Rassentrennung in seinem Heimatland wird der Südafrikaner Desmond Tutu den diesjährigen Friedensnobelpreis erhalten.[6]

### Samstag, 6. Oktober 1984
- Kailua-Kona/Vereinigte Staaten: Beim Ironman Hawaii siegen wie im Vorjahr Sylviane Puntous aus Kanada in der Konkurrenz der Frauen und Dave Scott aus den Vereinigten Staaten in der Konkurrenz der Herren.[7][8]

### Sonntag, 7. Oktober 1984
- Frankfurt am Main/Deutschland: Der mexikanische Schriftsteller Octavio Paz erhält den Friedenspreis des Deutschen Buchhandels.[9]

### Montag, 8. Oktober 1984
- Custer/Vereinigte Staaten: Das Gericht von Custer County verurteilt den Mitbegründer der Amerikanischen Indianischen Bewegung Dennis Banks wegen der Anstiftung zu Unruhen im Jahr 1973 zu einer sechsjährigen Haftstrafe. Damals nahm die Polizei 300 indigene Amerikaner fest, die gegen einen Freispruch in einem Mordprozess protestierten.[10]

### Donnerstag, 11. Oktober 1984
- Omsk/Sowjetunion: Bei der Landung eines Flugzeugs vom Typ Tupolew Tu-154 des Aeroflot-Flugs 3352 auf dem Flughafen der Stadt befinden sich auf der Landebahn drei Fahrzeuge mit der Aufgabe, die Piste zu trocknen. Das Flugzeug touchiert zwei davon und geht sofort in Flammen auf. 174 der 179 Insassen und vier Angehörige des Bodenpersonals sterben bei dem Unglück.[11]

### Freitag, 12. Oktober 1984

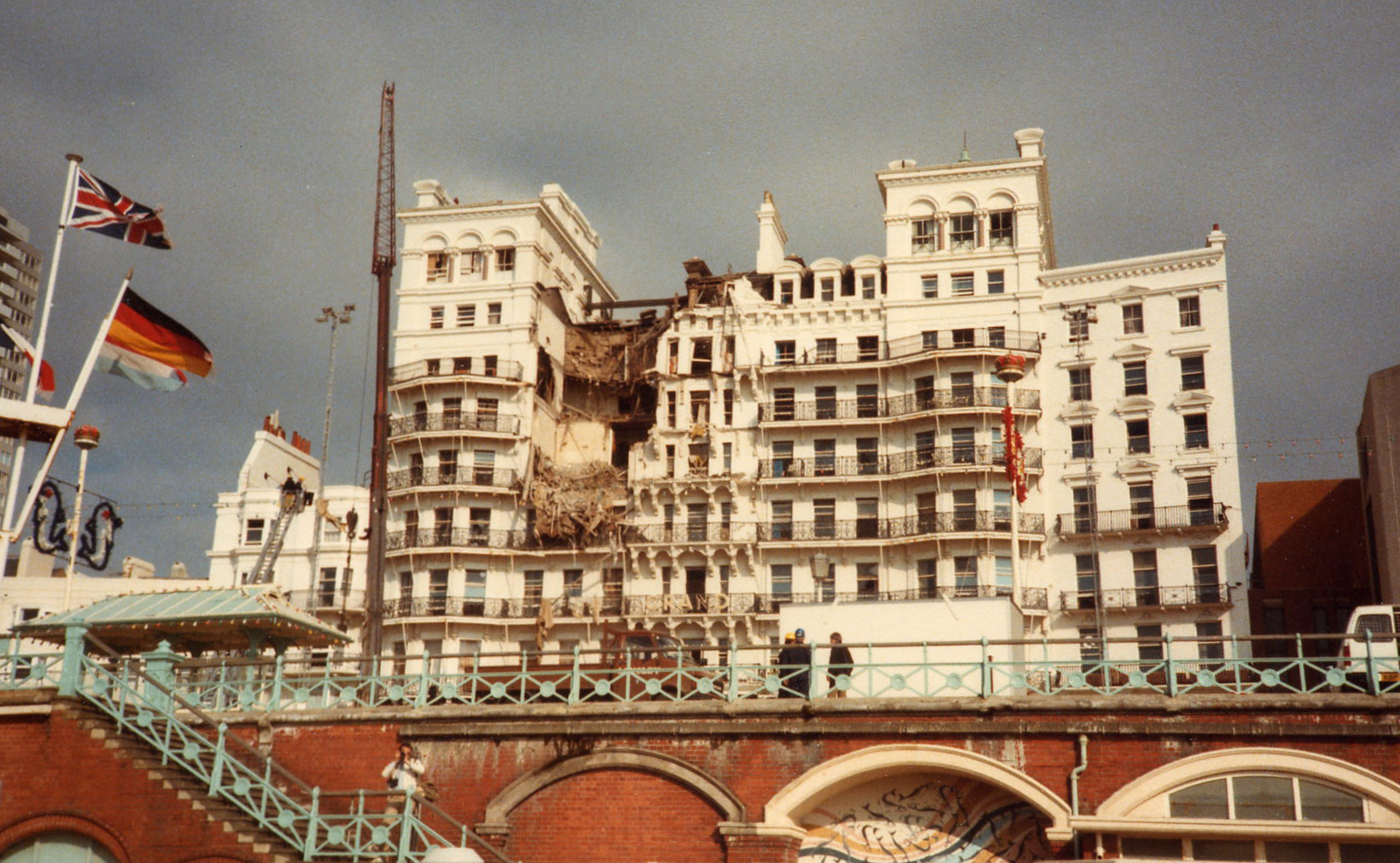
Grand Hotel in Brighton

- Brighton/Vereinigtes Königreich: Die Terrororganisation Provisorische Irisch-Republikanische Armee zündet am frühen Morgen eine Bombe im Grand Hotel, in dem sich zu diesem Zeitpunkt u. a. das Kabinett Thatcher II mit Mitgliedern der im Vereinigten Königreich regierenden Konservativen Partei (CP) aufhält. Premierministerin Margaret Thatcher bleibt unverletzt, fünf CP-Mitglieder werden getötet und etwa 30 Personen tragen Verletzungen davon.[12]
- Darmstadt/Deutschland: Die Deutsche Akademie für Sprache und Dichtung verleiht den Georg-Büchner-Preis an den Österreicher Ernst Jandl.[13]
- Washington, D.C./Vereinigte Staaten: Der zweite Boland-Zusatzartikel zur Verfassung tritt in Kraft. Er untersagt der Regierung ausdrücklich, militärische oder paramilitärische Gruppen in Nicaragua finanziell, nachrichtendienstlich oder anderweitig zu unterstützen, wenn deren Ziel die Beseitigung der sozialistischen Regierung Nicaraguas ist.[14]

### Mittwoch, 17. Oktober 1984
- Stockholm/Schweden: Der Amerikaner Robert Bruce Merrifield wird in diesem Jahr den Nobelpreis für Chemie erhalten. Die Stiftung ehrt seine Forschung auf dem Feld der chemischen Synthese. Der Nobelpreis für Physik wird in diesem Jahr an den Italiener Carlo Rubbia und den Niederländer Simon van der Meer für ihre Verdienste um das Teilchenbeschleuniger-Projekt CERN (französisch Conseil Européen pour la Recherche Nucléaire, deutsch Europäischer Rat für Kernforschung) verliehen. Den Nobelpreis für Physiologie oder Medizin werden der Däne Niels Kaj Jerne, der Deutsche Georges J. F. Köhler und der Argentino-Brite César Milstein für ihre Erforschung des Immunsystems erhalten. Der tschechische Dichter Jaroslav Seifert erhält in diesem Jahr den Nobelpreis für Literatur. Eines seiner bekanntesten Werke ist Das Lied vom Apfelbaum, ein Kindergedicht.[15][16]

### Donnerstag, 18. Oktober 1984
- Boston/Vereinigte Staaten: Der Bundesstaat Massachusetts schafft die Todesstrafe ab.[17]
- Stockholm/Schweden: Der Brite Richard Stone wird in diesem Jahr für seinen Beitrag zur Weiterentwicklung der empirischen Wirtschaftsanalyse den Alfred-Nobel-Gedächtnispreis für Wirtschaftswissenschaften erhalten.[18]

### Freitag, 19. Oktober 1984

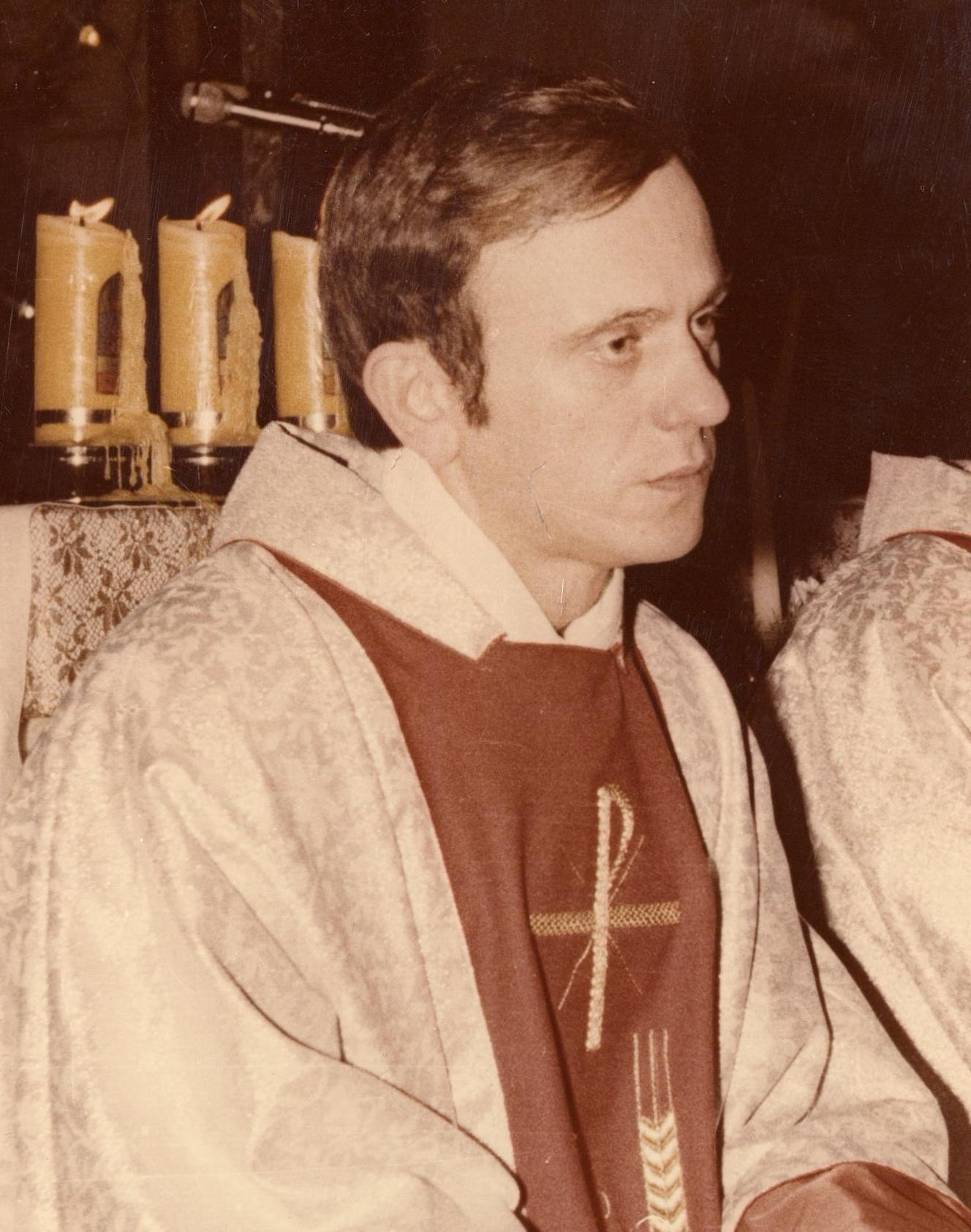
Jerzy Popiełuszko

- Włocławek/Polen: Der Staatssicherheitsdienst ermordet den von ihm entführten regierungskritischen Priester Jerzy Popiełuszko aus Warschau und wirft dessen Leichnam in den Weichsel-Stausee.[19][20]

### Sonntag, 21. Oktober 1984

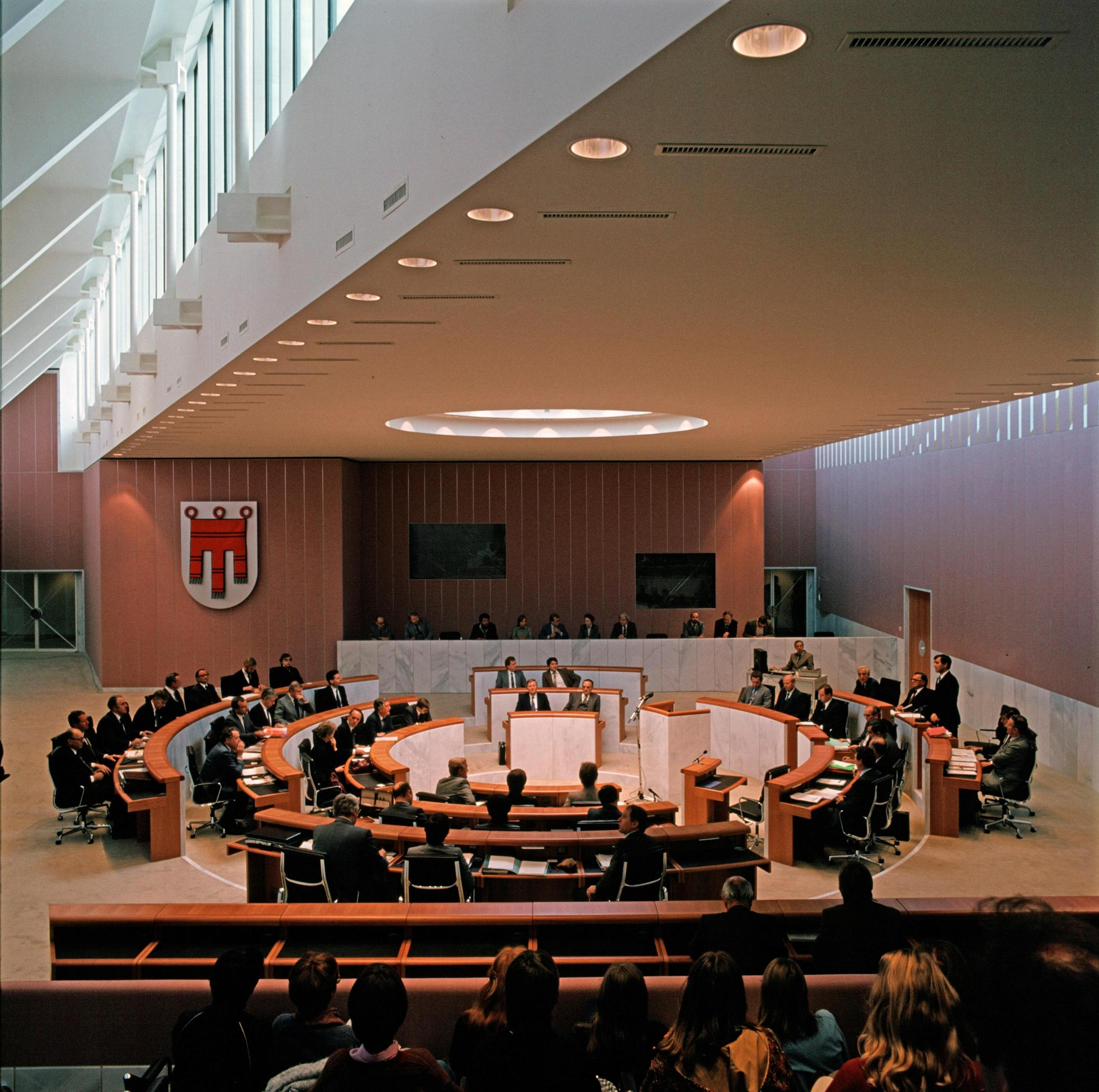
Plenarsaal des Vorarlberger Landtags (1981)

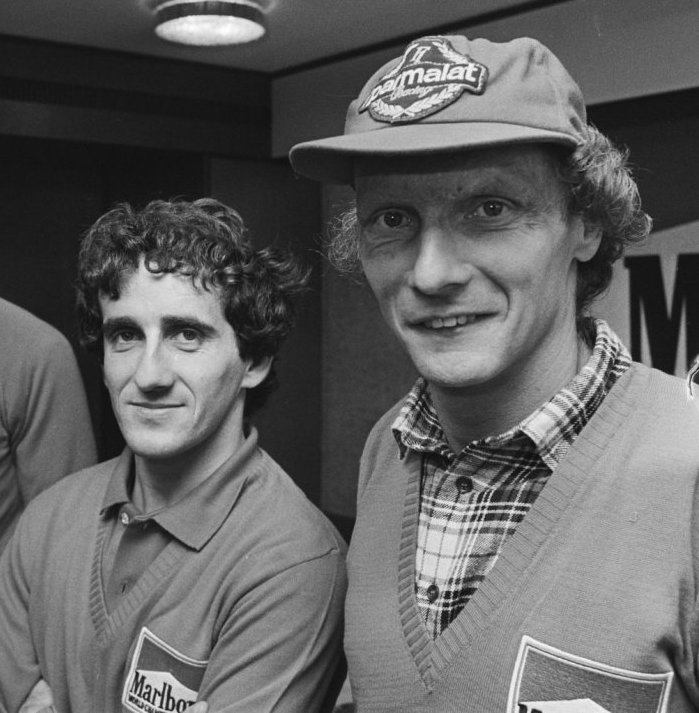
Alain Prost, Niki Lauda

- Bregenz/Österreich: Bei der Wahl zum Vorarlberger Landtag verlieren ÖVP und SPÖ im Vergleich zu 1979 jeweils rund 5 %. Sie bleiben jedoch mit 51,64 % und 23,98 % die stärksten politischen Kräfte. Auf Platz 3 der Wählergunst löst das grüne Bündnis AL-VGÖ die FPÖ ab.[21]
- Chicago/Vereinigte Staaten: Der Brite Steve Jones stellt einen neuen Weltrekord im Marathon auf. Beim Chicago-Marathon absolviert er die 42,195 km in 2 Stunden 8 Minuten 5 Sekunden und unterbietet damit Robert de Castellas Bestmarke aus dem Jahr 1981 um 13 Sekunden.[22]
- Estoril/Portugal: Im letzten Rennen der diesjährigen Formel-1-Saison gewinnt der Franzose Alain Prost im McLaren vor seinem österreichischen Teamkollegen Niki Lauda, der mit diesem Rennergebnis zum dritten Mal Fahrer-Weltmeister in der Formel 1 wird.[23]

### Dienstag, 23. Oktober 1984
- New York/Vereinigte Staaten: Der Sicherheitsrat der Vereinten Nationen (UN) definiert in seiner Resolution 556 die Unterdrückung von Menschen mit „schwarzer“ Hautfarbe und von deren Nachkommen in der Republik Südafrika als eine Straftat und folgt damit einer Erklärung der UN-Generalversammlung aus dem Jahr 1966.[24]

### Mittwoch, 24. Oktober 1984

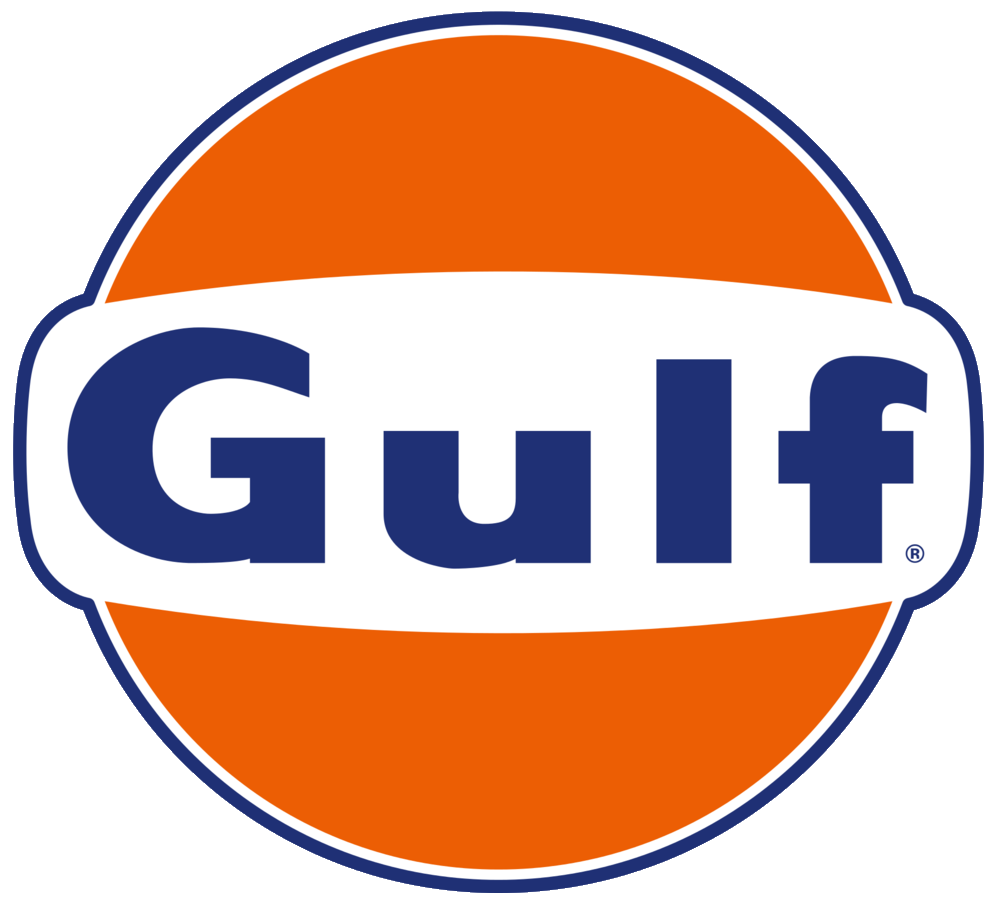
Logo der Gulf Oil Corp.

- Washington, D.C./Vereinigte Staaten: Die Bundeshandelskommission (FTC) stimmt der Übernahme des Erdölkonzerns Gulf Oil Corp. durch dessen Konkurrenten Chevron Corp. zu. Der Kaufpreis von 13,2 Milliarden US-Dollar macht den Geschäftsvorgang zur größten Unternehmensübernahme in der Geschichte der USA. Als Auflage definiert die FTC, dass die Chevron Corp. einige ihrer Ölraffinerien veräußert.[25]

### Mittwoch, 31. Oktober 1984
- Neu-Delhi/Indien: Zwei ihrer Leibwächter töten die amtierende Premierministerin Indira Gandhi vom Indischen Nationalkongress, als diese sich auf dem Weg zu einem TV-Interview mit dem Briten Peter Ustinov befindet. Bei den Personenschützern, Satwant Singh und Beant Singh, handelt es sich um gläubige Sikhs. Nachdem Gandhis Tod verkündet wird, brechen Pogrome gegen Sikhs aus.[26][27]